# The ReVe Festival 2022: Birthday
The ReVe Festival 2022: Birthday es el sexto EP especial del grupo femenino surcoreano Red Velvet y quinto álbum de la serie "The ReVe Festival". Fue lanzado por SM Entertainment el 28 de noviembre de 2022 y distribuido por Dreamus. El álbum contiene cinco pistas, incluido el sencillo principal titulado «Birthday».

## Antecedentes y lanzamiento
El 28 de octubre de 2022, SM Entertainment anunció que Red Velvet lanzaría un nuevo álbum en noviembre de 2022. El 7 de noviembre se anunció que el grupo lanzaría su sexta obra extendida especial titulada The ReVe Festival 2022: Birthday, junto con el sencillo principal «Birthday», el 28 de noviembre de 2022. El EP fue descrito como parte de la serie "The ReVe Festival 2022", que comenzó con el miniálbum The ReVe Festival 2022: Feel My Rhythm, lanzado en marzo de 2022, y es la continuación de "The ReVe Festival Trilogy" iniciada en 2019.
El 14 de noviembre se publicó el calendario promocional. Además, también se anunció que el EP contendría un total de cinco pistas. Un día después, se lanzó el vídeo teaser de su canción principal.

## Composición
The ReVe Festival 2022: Birthday consta de cinco pistas. El sencillo principal «Birthday» fue descrita como una canción de dance pop que muestra la composición de George Gershwin titulada «Rhapsody in Blue», con ritmo de trap, batería y sintetizador con letras sobre «volver al cumpleaños de la persona que te gusta y hacer realidad todos tus sueños, dándote un día para recordar». Con un encanto maduro, «Bye Bye» es una maravillosa canción de dance pop y R&B que combina un bajo dinámico y un sonido de cuerda genial. «On a Ride» es una canción de hyperpop que presenta «un instrumento de cuerda pulsada en capas rítmicas sobre un ritmo ligero que hace que el oyente se sienta como si estuviera en un parque de diversiones».

## Lista de canciones
| CD / Descarga digital |                          |                          | |                                                     |          |  |
| N.º                   | Título                   | Letras                   | Música                                                                                                 | Arreglos                                            | Duración |  |
| 1.                    | «Birthday»               | Kim Min-ji (Jam Factory) | Ejae, Kole, Isaac Han, Aaron Kim, Ghostchild Ltd, Loosen Door                                          | Isaac Han, Aaron Kim, Ghostchild Ltd, Loosen Door   | 3:36     |  |
| 2.                    | «Bye Bye»                | Kenzie                   | Kenzie, Ludwig Evers, Jonatan Gusmark, Moa "Cazzi Opeia" Carlebecker, Ellen Berg                       | Kenzie, Moonshine                                   | 3:16     |  |
| 3.                    | «On a Ride (롤러코스터)» | Danke (lalala Studio)    | Ryvng (153/Joombas), Maynine (153/Joombas), Tim Tan, Ciara Muscat, Perrie (153/Joombas), Oh Hyung-seok | Tim Tan, Ryvng (153/Joombas), Maynine (153/Joombas) | 3:19     |  |
| 4.                    | «Zoom»                   | Hwang Yu-bin             | Jinbyjin, Karen Poole, Farida Bolseth Benounis, Sondre Mulongo Nystrøm, Anne Judith Wik (Dsign Music)  | Jinbyjin                                            | 3:04     |  |
| 5.                    | «Celebrate»              | Bay (153/Joombas)        | Kenneth Chris Mackey, Anna Graceman                                                                    | Chris "Dirty Rice" Mackey                           | 2:44     |  |
| 15:59                 |                          |                          | |                                                     |          |  |

## Historial de lanzamiento
| País          | Fecha                   | Formato                       | Sello                     |
| ------------- | ----------------------- | ----------------------------- | ------------------------- |
| Corea del Sur | 28 de noviembre de 2022 | CD Descarga digital streaming | SM Entertainment, Dreamus |